# Copa Libertadores 2020
Navigation
Édition précédente Édition suivante
La Copa Libertadores 2020 est la 61e édition de la Copa Libertadores. Le club vainqueur de la compétition est désigné champion d'Amérique du Sud 2020. 47 clubs sud-américains participent. Le vainqueur représente alors la CONMEBOL lors de la Coupe du monde des clubs 2020 et de la Recopa Sudamericana 2021.
La finale se déroulera au Stade Maracanã de Rio de Janeiro le 30 janvier 2021. La compétition a connu une longue suspension en raison de la pandémie de Covid-19.

## Participants
47 équipes provenant de 10 associations membres de la CONMEBOL participeront à la Copa Libertadores 2020.
Le format de la saison précédente est reconduit pour cette édition : le nombre de clubs directement admis en phase principale de groupes (32 équipes) est de 28, et la phase qualificative offre 4 places pour cette même phase de groupes.

### Distribution de places
| Associations                           | Places | Phase de groupes | Phase 3 | Phase 2 | Phase 1 |
| -------------------------------------- | ------ | ---------------- | ------- | ------- | ------- |
| Brésil                                 | 7      | 5                | –       | 2       | –       |
| Argentine                              | 6      | 5                | –       | 1       | –       |
| Chili                                  | 4      | 2                | –       | 2       | –       |
| Colombie                               | 4      | 2                | –       | 2       | –       |
| Bolivie                                | 4      | 2                | –       | 1       | 1       |
| Équateur                               | 4      | 2                | –       | 1       | 1       |
| Paraguay                               | 4      | 2                | –       | 1       | 1       |
| Pérou                                  | 4      | 2                | –       | 1       | 1       |
| Uruguay                                | 4      | 2                | –       | 1       | 1       |
| Venezuela                              | 4      | 2                | –       | 1       | 1       |
| Vainqueur de la Copa Libertadores 2019 | 1      | 1                | –       | –       | –       |
| Vainqueur de la Copa Sudamericana 2019 | 1      | 1                | –       | –       | –       |
| Phase antérieure                       | –      | 4                | 8       | 3       | –       |
| Total                                  | 47     | 32               | 8       | 16      | 6       |

### Clubs participants
| Phase de groupes | Phase de groupes | Phase de groupes | Phase de groupes | Phase de groupes | Phase de groupes | Phase de groupes | Phase de groupes | Phase de groupes | Phase de groupes | Phase de groupes | Phase de groupes | Phase de groupes | Phase de groupes | Phase de groupes | Phase de groupes |
| --- | --- | --- | --- | --- | --- | --- | --- | --- | --- | --- | --- | --- | --- | --- | --- |
| - Flamengo Vainqueur de la Copa Libertadores 2019 - Independiente del Valle Vainqueur de la Copa Sudamericana 2019 - Santos 2e du Championnat du Brésil de football 2019 - Paranaense Vainqueur de la Coupe du Brésil 2019 - Palmeiras 3e du Championnat du Brésil de football 2019 - Grêmio 4e du Championnat du Brésil de football 2019 - São Paulo 6e du Championnat du Brésil de football 2019 - Racing Club Vainqueur du Championnat d'Argentine de football 2018-2019 - Defensa y Justicia 2e du Championnat d'Argentine de football 2018-2019 - River Plate Vainqueur de la Coupe d'Argentine de football 2018-2019 - Tigre Vainqueur de la Coupe de la Superligue 2019 - Boca Juniors 3e du Championnat d'Argentine de football 2018-2019 - Universidad Católica Vainqueur du Championnat du Chili de football 2019 - Colo-Colo 2e du Championnat du Chili de football 2019 | - Flamengo Vainqueur de la Copa Libertadores 2019 - Independiente del Valle Vainqueur de la Copa Sudamericana 2019 - Santos 2e du Championnat du Brésil de football 2019 - Paranaense Vainqueur de la Coupe du Brésil 2019 - Palmeiras 3e du Championnat du Brésil de football 2019 - Grêmio 4e du Championnat du Brésil de football 2019 - São Paulo 6e du Championnat du Brésil de football 2019 - Racing Club Vainqueur du Championnat d'Argentine de football 2018-2019 - Defensa y Justicia 2e du Championnat d'Argentine de football 2018-2019 - River Plate Vainqueur de la Coupe d'Argentine de football 2018-2019 - Tigre Vainqueur de la Coupe de la Superligue 2019 - Boca Juniors 3e du Championnat d'Argentine de football 2018-2019 - Universidad Católica Vainqueur du Championnat du Chili de football 2019 - Colo-Colo 2e du Championnat du Chili de football 2019 | - Flamengo Vainqueur de la Copa Libertadores 2019 - Independiente del Valle Vainqueur de la Copa Sudamericana 2019 - Santos 2e du Championnat du Brésil de football 2019 - Paranaense Vainqueur de la Coupe du Brésil 2019 - Palmeiras 3e du Championnat du Brésil de football 2019 - Grêmio 4e du Championnat du Brésil de football 2019 - São Paulo 6e du Championnat du Brésil de football 2019 - Racing Club Vainqueur du Championnat d'Argentine de football 2018-2019 - Defensa y Justicia 2e du Championnat d'Argentine de football 2018-2019 - River Plate Vainqueur de la Coupe d'Argentine de football 2018-2019 - Tigre Vainqueur de la Coupe de la Superligue 2019 - Boca Juniors 3e du Championnat d'Argentine de football 2018-2019 - Universidad Católica Vainqueur du Championnat du Chili de football 2019 - Colo-Colo 2e du Championnat du Chili de football 2019 | - Flamengo Vainqueur de la Copa Libertadores 2019 - Independiente del Valle Vainqueur de la Copa Sudamericana 2019 - Santos 2e du Championnat du Brésil de football 2019 - Paranaense Vainqueur de la Coupe du Brésil 2019 - Palmeiras 3e du Championnat du Brésil de football 2019 - Grêmio 4e du Championnat du Brésil de football 2019 - São Paulo 6e du Championnat du Brésil de football 2019 - Racing Club Vainqueur du Championnat d'Argentine de football 2018-2019 - Defensa y Justicia 2e du Championnat d'Argentine de football 2018-2019 - River Plate Vainqueur de la Coupe d'Argentine de football 2018-2019 - Tigre Vainqueur de la Coupe de la Superligue 2019 - Boca Juniors 3e du Championnat d'Argentine de football 2018-2019 - Universidad Católica Vainqueur du Championnat du Chili de football 2019 - Colo-Colo 2e du Championnat du Chili de football 2019 | - Flamengo Vainqueur de la Copa Libertadores 2019 - Independiente del Valle Vainqueur de la Copa Sudamericana 2019 - Santos 2e du Championnat du Brésil de football 2019 - Paranaense Vainqueur de la Coupe du Brésil 2019 - Palmeiras 3e du Championnat du Brésil de football 2019 - Grêmio 4e du Championnat du Brésil de football 2019 - São Paulo 6e du Championnat du Brésil de football 2019 - Racing Club Vainqueur du Championnat d'Argentine de football 2018-2019 - Defensa y Justicia 2e du Championnat d'Argentine de football 2018-2019 - River Plate Vainqueur de la Coupe d'Argentine de football 2018-2019 - Tigre Vainqueur de la Coupe de la Superligue 2019 - Boca Juniors 3e du Championnat d'Argentine de football 2018-2019 - Universidad Católica Vainqueur du Championnat du Chili de football 2019 - Colo-Colo 2e du Championnat du Chili de football 2019 | - Flamengo Vainqueur de la Copa Libertadores 2019 - Independiente del Valle Vainqueur de la Copa Sudamericana 2019 - Santos 2e du Championnat du Brésil de football 2019 - Paranaense Vainqueur de la Coupe du Brésil 2019 - Palmeiras 3e du Championnat du Brésil de football 2019 - Grêmio 4e du Championnat du Brésil de football 2019 - São Paulo 6e du Championnat du Brésil de football 2019 - Racing Club Vainqueur du Championnat d'Argentine de football 2018-2019 - Defensa y Justicia 2e du Championnat d'Argentine de football 2018-2019 - River Plate Vainqueur de la Coupe d'Argentine de football 2018-2019 - Tigre Vainqueur de la Coupe de la Superligue 2019 - Boca Juniors 3e du Championnat d'Argentine de football 2018-2019 - Universidad Católica Vainqueur du Championnat du Chili de football 2019 - Colo-Colo 2e du Championnat du Chili de football 2019 | - Flamengo Vainqueur de la Copa Libertadores 2019 - Independiente del Valle Vainqueur de la Copa Sudamericana 2019 - Santos 2e du Championnat du Brésil de football 2019 - Paranaense Vainqueur de la Coupe du Brésil 2019 - Palmeiras 3e du Championnat du Brésil de football 2019 - Grêmio 4e du Championnat du Brésil de football 2019 - São Paulo 6e du Championnat du Brésil de football 2019 - Racing Club Vainqueur du Championnat d'Argentine de football 2018-2019 - Defensa y Justicia 2e du Championnat d'Argentine de football 2018-2019 - River Plate Vainqueur de la Coupe d'Argentine de football 2018-2019 - Tigre Vainqueur de la Coupe de la Superligue 2019 - Boca Juniors 3e du Championnat d'Argentine de football 2018-2019 - Universidad Católica Vainqueur du Championnat du Chili de football 2019 - Colo-Colo 2e du Championnat du Chili de football 2019 | - Flamengo Vainqueur de la Copa Libertadores 2019 - Independiente del Valle Vainqueur de la Copa Sudamericana 2019 - Santos 2e du Championnat du Brésil de football 2019 - Paranaense Vainqueur de la Coupe du Brésil 2019 - Palmeiras 3e du Championnat du Brésil de football 2019 - Grêmio 4e du Championnat du Brésil de football 2019 - São Paulo 6e du Championnat du Brésil de football 2019 - Racing Club Vainqueur du Championnat d'Argentine de football 2018-2019 - Defensa y Justicia 2e du Championnat d'Argentine de football 2018-2019 - River Plate Vainqueur de la Coupe d'Argentine de football 2018-2019 - Tigre Vainqueur de la Coupe de la Superligue 2019 - Boca Juniors 3e du Championnat d'Argentine de football 2018-2019 - Universidad Católica Vainqueur du Championnat du Chili de football 2019 - Colo-Colo 2e du Championnat du Chili de football 2019 | - Junior Vainqueur du Tournoi d'ouverture du championnat de Colombie 2019 - América de Cali Vainqueur du Tournoi de clôture du championnat de Colombie 2019 - Bolívar Vainqueur du Tournoi d'ouverture du championnat de Bolivie 2019 - Jorge Wilstermann Vainqueur du Tournoi de clôture du championnat de Bolivie 2019 - Delfín Vainqueur des playoffs du Championnat d'Équateur de football 2019 - LDU Quito 2e des playoffs du Championnat d'Équateur de football 2019 - Olimpia Vainqueur du Tournoi d'ouverture du championnat du Paraguay 2019 - Libertad Vainqueur du Tournoi de clôture du championnat du Paraguay 2019 - Deportivo Binacional Vainqueur du Championnat du Pérou de football 2019 - Alianza Lima 2e du Championnat du Pérou de football 2019 - Nacional Vainqueur du Championnat d'Uruguay de football 2019 - Peñarol 2e du Championnat d'Uruguay de football 2019 - Caracas Vainqueur du Championnat du Venezuela de football 2019 - Estudiantes de Mérida 2e du Championnat du Venezuela de football 2019 | - Junior Vainqueur du Tournoi d'ouverture du championnat de Colombie 2019 - América de Cali Vainqueur du Tournoi de clôture du championnat de Colombie 2019 - Bolívar Vainqueur du Tournoi d'ouverture du championnat de Bolivie 2019 - Jorge Wilstermann Vainqueur du Tournoi de clôture du championnat de Bolivie 2019 - Delfín Vainqueur des playoffs du Championnat d'Équateur de football 2019 - LDU Quito 2e des playoffs du Championnat d'Équateur de football 2019 - Olimpia Vainqueur du Tournoi d'ouverture du championnat du Paraguay 2019 - Libertad Vainqueur du Tournoi de clôture du championnat du Paraguay 2019 - Deportivo Binacional Vainqueur du Championnat du Pérou de football 2019 - Alianza Lima 2e du Championnat du Pérou de football 2019 - Nacional Vainqueur du Championnat d'Uruguay de football 2019 - Peñarol 2e du Championnat d'Uruguay de football 2019 - Caracas Vainqueur du Championnat du Venezuela de football 2019 - Estudiantes de Mérida 2e du Championnat du Venezuela de football 2019 | - Junior Vainqueur du Tournoi d'ouverture du championnat de Colombie 2019 - América de Cali Vainqueur du Tournoi de clôture du championnat de Colombie 2019 - Bolívar Vainqueur du Tournoi d'ouverture du championnat de Bolivie 2019 - Jorge Wilstermann Vainqueur du Tournoi de clôture du championnat de Bolivie 2019 - Delfín Vainqueur des playoffs du Championnat d'Équateur de football 2019 - LDU Quito 2e des playoffs du Championnat d'Équateur de football 2019 - Olimpia Vainqueur du Tournoi d'ouverture du championnat du Paraguay 2019 - Libertad Vainqueur du Tournoi de clôture du championnat du Paraguay 2019 - Deportivo Binacional Vainqueur du Championnat du Pérou de football 2019 - Alianza Lima 2e du Championnat du Pérou de football 2019 - Nacional Vainqueur du Championnat d'Uruguay de football 2019 - Peñarol 2e du Championnat d'Uruguay de football 2019 - Caracas Vainqueur du Championnat du Venezuela de football 2019 - Estudiantes de Mérida 2e du Championnat du Venezuela de football 2019 | - Junior Vainqueur du Tournoi d'ouverture du championnat de Colombie 2019 - América de Cali Vainqueur du Tournoi de clôture du championnat de Colombie 2019 - Bolívar Vainqueur du Tournoi d'ouverture du championnat de Bolivie 2019 - Jorge Wilstermann Vainqueur du Tournoi de clôture du championnat de Bolivie 2019 - Delfín Vainqueur des playoffs du Championnat d'Équateur de football 2019 - LDU Quito 2e des playoffs du Championnat d'Équateur de football 2019 - Olimpia Vainqueur du Tournoi d'ouverture du championnat du Paraguay 2019 - Libertad Vainqueur du Tournoi de clôture du championnat du Paraguay 2019 - Deportivo Binacional Vainqueur du Championnat du Pérou de football 2019 - Alianza Lima 2e du Championnat du Pérou de football 2019 - Nacional Vainqueur du Championnat d'Uruguay de football 2019 - Peñarol 2e du Championnat d'Uruguay de football 2019 - Caracas Vainqueur du Championnat du Venezuela de football 2019 - Estudiantes de Mérida 2e du Championnat du Venezuela de football 2019 | - Junior Vainqueur du Tournoi d'ouverture du championnat de Colombie 2019 - América de Cali Vainqueur du Tournoi de clôture du championnat de Colombie 2019 - Bolívar Vainqueur du Tournoi d'ouverture du championnat de Bolivie 2019 - Jorge Wilstermann Vainqueur du Tournoi de clôture du championnat de Bolivie 2019 - Delfín Vainqueur des playoffs du Championnat d'Équateur de football 2019 - LDU Quito 2e des playoffs du Championnat d'Équateur de football 2019 - Olimpia Vainqueur du Tournoi d'ouverture du championnat du Paraguay 2019 - Libertad Vainqueur du Tournoi de clôture du championnat du Paraguay 2019 - Deportivo Binacional Vainqueur du Championnat du Pérou de football 2019 - Alianza Lima 2e du Championnat du Pérou de football 2019 - Nacional Vainqueur du Championnat d'Uruguay de football 2019 - Peñarol 2e du Championnat d'Uruguay de football 2019 - Caracas Vainqueur du Championnat du Venezuela de football 2019 - Estudiantes de Mérida 2e du Championnat du Venezuela de football 2019 | - Junior Vainqueur du Tournoi d'ouverture du championnat de Colombie 2019 - América de Cali Vainqueur du Tournoi de clôture du championnat de Colombie 2019 - Bolívar Vainqueur du Tournoi d'ouverture du championnat de Bolivie 2019 - Jorge Wilstermann Vainqueur du Tournoi de clôture du championnat de Bolivie 2019 - Delfín Vainqueur des playoffs du Championnat d'Équateur de football 2019 - LDU Quito 2e des playoffs du Championnat d'Équateur de football 2019 - Olimpia Vainqueur du Tournoi d'ouverture du championnat du Paraguay 2019 - Libertad Vainqueur du Tournoi de clôture du championnat du Paraguay 2019 - Deportivo Binacional Vainqueur du Championnat du Pérou de football 2019 - Alianza Lima 2e du Championnat du Pérou de football 2019 - Nacional Vainqueur du Championnat d'Uruguay de football 2019 - Peñarol 2e du Championnat d'Uruguay de football 2019 - Caracas Vainqueur du Championnat du Venezuela de football 2019 - Estudiantes de Mérida 2e du Championnat du Venezuela de football 2019 | - Junior Vainqueur du Tournoi d'ouverture du championnat de Colombie 2019 - América de Cali Vainqueur du Tournoi de clôture du championnat de Colombie 2019 - Bolívar Vainqueur du Tournoi d'ouverture du championnat de Bolivie 2019 - Jorge Wilstermann Vainqueur du Tournoi de clôture du championnat de Bolivie 2019 - Delfín Vainqueur des playoffs du Championnat d'Équateur de football 2019 - LDU Quito 2e des playoffs du Championnat d'Équateur de football 2019 - Olimpia Vainqueur du Tournoi d'ouverture du championnat du Paraguay 2019 - Libertad Vainqueur du Tournoi de clôture du championnat du Paraguay 2019 - Deportivo Binacional Vainqueur du Championnat du Pérou de football 2019 - Alianza Lima 2e du Championnat du Pérou de football 2019 - Nacional Vainqueur du Championnat d'Uruguay de football 2019 - Peñarol 2e du Championnat d'Uruguay de football 2019 - Caracas Vainqueur du Championnat du Venezuela de football 2019 - Estudiantes de Mérida 2e du Championnat du Venezuela de football 2019 | - Junior Vainqueur du Tournoi d'ouverture du championnat de Colombie 2019 - América de Cali Vainqueur du Tournoi de clôture du championnat de Colombie 2019 - Bolívar Vainqueur du Tournoi d'ouverture du championnat de Bolivie 2019 - Jorge Wilstermann Vainqueur du Tournoi de clôture du championnat de Bolivie 2019 - Delfín Vainqueur des playoffs du Championnat d'Équateur de football 2019 - LDU Quito 2e des playoffs du Championnat d'Équateur de football 2019 - Olimpia Vainqueur du Tournoi d'ouverture du championnat du Paraguay 2019 - Libertad Vainqueur du Tournoi de clôture du championnat du Paraguay 2019 - Deportivo Binacional Vainqueur du Championnat du Pérou de football 2019 - Alianza Lima 2e du Championnat du Pérou de football 2019 - Nacional Vainqueur du Championnat d'Uruguay de football 2019 - Peñarol 2e du Championnat d'Uruguay de football 2019 - Caracas Vainqueur du Championnat du Venezuela de football 2019 - Estudiantes de Mérida 2e du Championnat du Venezuela de football 2019 |
| Troisième tour préliminaire | | | | | | | | | | | | | | | |
| Aucune entrée | | | | | | | | | | | | | | | |
| Deuxième tour préliminaire | | | | | | | | | | | | | | | |
| - Internacional 7e du Championnat du Brésil de football 2019 - Corinthians 8e du Championnat du Brésil de football 2019 - Atlético Tucumán 5e du Championnat d'Argentine de football 2018-2019 - Palestino 3e du Championnat du Chili de football 2019 - Universidad de Chile Finaliste de la Coupe du Chili de football 2019 - Deportes Tolima 1er du Classement cumulé du championnat de Colombie 2019 - Independiente Medellín Vainqueur de la Coupe de Colombie de football 2019 | - Internacional 7e du Championnat du Brésil de football 2019 - Corinthians 8e du Championnat du Brésil de football 2019 - Atlético Tucumán 5e du Championnat d'Argentine de football 2018-2019 - Palestino 3e du Championnat du Chili de football 2019 - Universidad de Chile Finaliste de la Coupe du Chili de football 2019 - Deportes Tolima 1er du Classement cumulé du championnat de Colombie 2019 - Independiente Medellín Vainqueur de la Coupe de Colombie de football 2019 | - Internacional 7e du Championnat du Brésil de football 2019 - Corinthians 8e du Championnat du Brésil de football 2019 - Atlético Tucumán 5e du Championnat d'Argentine de football 2018-2019 - Palestino 3e du Championnat du Chili de football 2019 - Universidad de Chile Finaliste de la Coupe du Chili de football 2019 - Deportes Tolima 1er du Classement cumulé du championnat de Colombie 2019 - Independiente Medellín Vainqueur de la Coupe de Colombie de football 2019 | - Internacional 7e du Championnat du Brésil de football 2019 - Corinthians 8e du Championnat du Brésil de football 2019 - Atlético Tucumán 5e du Championnat d'Argentine de football 2018-2019 - Palestino 3e du Championnat du Chili de football 2019 - Universidad de Chile Finaliste de la Coupe du Chili de football 2019 - Deportes Tolima 1er du Classement cumulé du championnat de Colombie 2019 - Independiente Medellín Vainqueur de la Coupe de Colombie de football 2019 | - Internacional 7e du Championnat du Brésil de football 2019 - Corinthians 8e du Championnat du Brésil de football 2019 - Atlético Tucumán 5e du Championnat d'Argentine de football 2018-2019 - Palestino 3e du Championnat du Chili de football 2019 - Universidad de Chile Finaliste de la Coupe du Chili de football 2019 - Deportes Tolima 1er du Classement cumulé du championnat de Colombie 2019 - Independiente Medellín Vainqueur de la Coupe de Colombie de football 2019 | - Internacional 7e du Championnat du Brésil de football 2019 - Corinthians 8e du Championnat du Brésil de football 2019 - Atlético Tucumán 5e du Championnat d'Argentine de football 2018-2019 - Palestino 3e du Championnat du Chili de football 2019 - Universidad de Chile Finaliste de la Coupe du Chili de football 2019 - Deportes Tolima 1er du Classement cumulé du championnat de Colombie 2019 - Independiente Medellín Vainqueur de la Coupe de Colombie de football 2019 | - Internacional 7e du Championnat du Brésil de football 2019 - Corinthians 8e du Championnat du Brésil de football 2019 - Atlético Tucumán 5e du Championnat d'Argentine de football 2018-2019 - Palestino 3e du Championnat du Chili de football 2019 - Universidad de Chile Finaliste de la Coupe du Chili de football 2019 - Deportes Tolima 1er du Classement cumulé du championnat de Colombie 2019 - Independiente Medellín Vainqueur de la Coupe de Colombie de football 2019 | - Internacional 7e du Championnat du Brésil de football 2019 - Corinthians 8e du Championnat du Brésil de football 2019 - Atlético Tucumán 5e du Championnat d'Argentine de football 2018-2019 - Palestino 3e du Championnat du Chili de football 2019 - Universidad de Chile Finaliste de la Coupe du Chili de football 2019 - Deportes Tolima 1er du Classement cumulé du championnat de Colombie 2019 - Independiente Medellín Vainqueur de la Coupe de Colombie de football 2019 | - The Strongest 1er du Classement cumulé du championnat de Bolivie 2019 - Macara 1er du Classement cumulé du championnat d'Équateur 2019 - Cerro Porteño 3e du Tournoi de clôture du championnat du Paraguay 2019 - Sporting Cristal 3e du Championnat du Pérou de football 2019 - Cerro Largo 3e du Championnat d'Uruguay de football 2019 - Deportivo Táchira 3e du Classement cumulé du championnat du Venezuela 2019 | - The Strongest 1er du Classement cumulé du championnat de Bolivie 2019 - Macara 1er du Classement cumulé du championnat d'Équateur 2019 - Cerro Porteño 3e du Tournoi de clôture du championnat du Paraguay 2019 - Sporting Cristal 3e du Championnat du Pérou de football 2019 - Cerro Largo 3e du Championnat d'Uruguay de football 2019 - Deportivo Táchira 3e du Classement cumulé du championnat du Venezuela 2019 | - The Strongest 1er du Classement cumulé du championnat de Bolivie 2019 - Macara 1er du Classement cumulé du championnat d'Équateur 2019 - Cerro Porteño 3e du Tournoi de clôture du championnat du Paraguay 2019 - Sporting Cristal 3e du Championnat du Pérou de football 2019 - Cerro Largo 3e du Championnat d'Uruguay de football 2019 - Deportivo Táchira 3e du Classement cumulé du championnat du Venezuela 2019 | - The Strongest 1er du Classement cumulé du championnat de Bolivie 2019 - Macara 1er du Classement cumulé du championnat d'Équateur 2019 - Cerro Porteño 3e du Tournoi de clôture du championnat du Paraguay 2019 - Sporting Cristal 3e du Championnat du Pérou de football 2019 - Cerro Largo 3e du Championnat d'Uruguay de football 2019 - Deportivo Táchira 3e du Classement cumulé du championnat du Venezuela 2019 | - The Strongest 1er du Classement cumulé du championnat de Bolivie 2019 - Macara 1er du Classement cumulé du championnat d'Équateur 2019 - Cerro Porteño 3e du Tournoi de clôture du championnat du Paraguay 2019 - Sporting Cristal 3e du Championnat du Pérou de football 2019 - Cerro Largo 3e du Championnat d'Uruguay de football 2019 - Deportivo Táchira 3e du Classement cumulé du championnat du Venezuela 2019 | - The Strongest 1er du Classement cumulé du championnat de Bolivie 2019 - Macara 1er du Classement cumulé du championnat d'Équateur 2019 - Cerro Porteño 3e du Tournoi de clôture du championnat du Paraguay 2019 - Sporting Cristal 3e du Championnat du Pérou de football 2019 - Cerro Largo 3e du Championnat d'Uruguay de football 2019 - Deportivo Táchira 3e du Classement cumulé du championnat du Venezuela 2019 | - The Strongest 1er du Classement cumulé du championnat de Bolivie 2019 - Macara 1er du Classement cumulé du championnat d'Équateur 2019 - Cerro Porteño 3e du Tournoi de clôture du championnat du Paraguay 2019 - Sporting Cristal 3e du Championnat du Pérou de football 2019 - Cerro Largo 3e du Championnat d'Uruguay de football 2019 - Deportivo Táchira 3e du Classement cumulé du championnat du Venezuela 2019 | - The Strongest 1er du Classement cumulé du championnat de Bolivie 2019 - Macara 1er du Classement cumulé du championnat d'Équateur 2019 - Cerro Porteño 3e du Tournoi de clôture du championnat du Paraguay 2019 - Sporting Cristal 3e du Championnat du Pérou de football 2019 - Cerro Largo 3e du Championnat d'Uruguay de football 2019 - Deportivo Táchira 3e du Classement cumulé du championnat du Venezuela 2019 |
| Premier tour préliminaire | | | | | | | | | | | | | | | |
| - San José 2e du Classement cumulé du championnat de Bolivie 2019 - Barcelona 2e du Classement cumulé du championnat d'Équateur 2019 - Guaraní 4e du Tournoi de clôture du championnat du Paraguay 2019 | - San José 2e du Classement cumulé du championnat de Bolivie 2019 - Barcelona 2e du Classement cumulé du championnat d'Équateur 2019 - Guaraní 4e du Tournoi de clôture du championnat du Paraguay 2019 | - San José 2e du Classement cumulé du championnat de Bolivie 2019 - Barcelona 2e du Classement cumulé du championnat d'Équateur 2019 - Guaraní 4e du Tournoi de clôture du championnat du Paraguay 2019 | - San José 2e du Classement cumulé du championnat de Bolivie 2019 - Barcelona 2e du Classement cumulé du championnat d'Équateur 2019 - Guaraní 4e du Tournoi de clôture du championnat du Paraguay 2019 | - San José 2e du Classement cumulé du championnat de Bolivie 2019 - Barcelona 2e du Classement cumulé du championnat d'Équateur 2019 - Guaraní 4e du Tournoi de clôture du championnat du Paraguay 2019 | - San José 2e du Classement cumulé du championnat de Bolivie 2019 - Barcelona 2e du Classement cumulé du championnat d'Équateur 2019 - Guaraní 4e du Tournoi de clôture du championnat du Paraguay 2019 | - San José 2e du Classement cumulé du championnat de Bolivie 2019 - Barcelona 2e du Classement cumulé du championnat d'Équateur 2019 - Guaraní 4e du Tournoi de clôture du championnat du Paraguay 2019 | - San José 2e du Classement cumulé du championnat de Bolivie 2019 - Barcelona 2e du Classement cumulé du championnat d'Équateur 2019 - Guaraní 4e du Tournoi de clôture du championnat du Paraguay 2019 | - Universitario de Deportes 4e du Championnat du Pérou de football 2019 - Progreso 4e du Championnat d'Uruguay de football 2019 - Carabobo 4e du Classement cumulé du championnat du Venezuela 2019 | - Universitario de Deportes 4e du Championnat du Pérou de football 2019 - Progreso 4e du Championnat d'Uruguay de football 2019 - Carabobo 4e du Classement cumulé du championnat du Venezuela 2019 | - Universitario de Deportes 4e du Championnat du Pérou de football 2019 - Progreso 4e du Championnat d'Uruguay de football 2019 - Carabobo 4e du Classement cumulé du championnat du Venezuela 2019 | - Universitario de Deportes 4e du Championnat du Pérou de football 2019 - Progreso 4e du Championnat d'Uruguay de football 2019 - Carabobo 4e du Classement cumulé du championnat du Venezuela 2019 | - Universitario de Deportes 4e du Championnat du Pérou de football 2019 - Progreso 4e du Championnat d'Uruguay de football 2019 - Carabobo 4e du Classement cumulé du championnat du Venezuela 2019 | - Universitario de Deportes 4e du Championnat du Pérou de football 2019 - Progreso 4e du Championnat d'Uruguay de football 2019 - Carabobo 4e du Classement cumulé du championnat du Venezuela 2019 | - Universitario de Deportes 4e du Championnat du Pérou de football 2019 - Progreso 4e du Championnat d'Uruguay de football 2019 - Carabobo 4e du Classement cumulé du championnat du Venezuela 2019 | - Universitario de Deportes 4e du Championnat du Pérou de football 2019 - Progreso 4e du Championnat d'Uruguay de football 2019 - Carabobo 4e du Classement cumulé du championnat du Venezuela 2019 |

## Calendrier
| Nom                                             | Tirage au sort    | Date aller                                         | Date retour                                   | Équipes participantes |
| ----------------------------------------------- | ----------------- | -------------------------------------------------- | --------------------------------------------- | --------------------- |
| Phase préliminaire (2020)                       |                   |                                                    |                                               |                       |
| Premier tour préliminaire                       | 17 décembre Luque | 21 et 22 janvier                                   | 28 et 29 janvier                              | 6                     |
| Deuxième tour préliminaire                      | 17 décembre Luque | 4, 5 et 6 février                                  | 11, 12 et 13 février                          | 16 (13 + 3)           |
| Troisième tour préliminaire                     | 17 décembre Luque | février                                            | février                                       | 8                     |
| Phase de groupes (2020)                         |                   |                                                    |                                               |                       |
| Journées 1 et 4 Journées 2 et 5 Journées 3 et 6 | 17 décembre Luque | 3, 4 et 5 mars 10, 11 et 12 mars 17, 18 et 19 mars | 7, 8 et 9 avril 21, 22 et 23 avril 5 et 7 mai | 32 (4 + 28)           |
| Phase à élimination directe (2020)              |                   |                                                    |                                               |                       |
| Huitièmes de finale                             | mai 2020 Luque    | juillet                                            | juillet                                       | 16                    |
| Quarts de finale                                | mai 2020 Luque    | juillet/aout                                       | aout                                          | 8                     |
| Demi-finales                                    | mai 2020 Luque    | septembre                                          | octobre                                       | 4                     |
| Finale                                          | mai 2020 Luque    | samedi 21 novembre à Rio de Janeiro                | samedi 21 novembre à Rio de Janeiro           | 2                     |

## Phase préliminaire

### Premier tour préliminaire
Les équipes classées 4e des six nations les moins performantes (Bolivie, Uruguay, Équateur, Pérou, Paraguay et Venezuela) entrent en lice pour décrocher l'une des trois places pour le second tour préliminaire.
| Premier tour préliminaire | Premier tour préliminaire | Premier tour préliminaire | Premier tour préliminaire |
| Têtes de série            | Têtes de série            | -                         | -                         |
| ------------------------- | ------------------------- | ------------------------- | ------------------------- |
| Barcelona                 | 23                        | Progreso                  | 132                       |
| Guaraní                   | 34                        | Carabobo                  | 147                       |
| Universitario             | 43                        | San José                  | -                         |

| Match | Équipe 1 | Résultat | Équipe 2      | Aller | Retour |
| ----- | -------- | -------- | ------------- | ----- | ------ |
| E1    | San José | 0 - 5    | Guaraní       | 0 - 1 | 0 - 4  |
| E2    | Carabobo | 1 - 2    | Universitario | 1 - 1 | 0 - 1  |
| E3    | Progreso | 1 - 5    | Barcelona     | 0 - 2 | 1 - 3  |

### Deuxième tour préliminaire
Les trois équipes qualifiées rejoignent treize clubs entrant en lice lors de ce second tour.
| Deuxième tour préliminaire | Deuxième tour préliminaire | Deuxième tour préliminaire | Deuxième tour préliminaire |
| Têtes de série             | Têtes de série             | -                          | -                          |
| -------------------------- | -------------------------- | -------------------------- | -------------------------- |
| Cerro Porteño              | 11                         | The Strongest              | 28                         |
| Internacional              | 16                         | Universidad de Chile       | 33                         |
| Corinthians                | 18                         | Independiente Medellín     | 68                         |
| Cristal                    | 31                         | Macara                     | 170                        |
| Atlético Tucumán           | 50                         | Cerro Largo                | 207                        |
| Deportivo Táchira          | 51                         | Barcelona                  | 23                         |
| Deportes Tolima            | 58                         | Guaraní                    | 34                         |
| Palestino                  | 66                         | Universitario              | 43                         |

| Match | Équipe 1               | Résultat       | Équipe 2          | Aller | Retour |
| ----- | ---------------------- | -------------- | ----------------- | ----- | ------ |
| C1    | Universitario          | 1 - 2          | Cerro Porteño     | 1 - 1 | 0 - 1  |
| C2    | Cerro Largo            | 2 - 6          | Palestino         | 1 - 1 | 1 - 5  |
| C3    | Independiente Medellín | 4 - 2          | Deportivo Táchira | 4 - 0 | 0 - 2  |
| C4    | Macara                 | 0 - 2          | Deportes Tolima   | 0 - 0 | 0 - 2  |
| C5    | Universidad de Chile   | 0 - 2          | Internacional     | 0 - 0 | 0 - 2  |
| C6    | The Strongest          | 2 - 2 (5-6tab) | Atlético Tucumán  | 2 - 0 | 0 - 2  |
| C7    | Guaraní                | 2 - 2(E)       | Corinthians       | 1 - 0 | 1 - 2  |
| C8    | Barcelona              | 5 - 2          | Cristal           | 4 - 0 | 1 - 2  |

1. 1 2  L'équipe qualifiée ne l'était pas encore au moment du tirage au sort.
2. 1 2 3  Qualifié via le premier tour préliminaire.

### Troisième tour préliminaire
Les huit clubs qualifiés s'affrontent pour déterminer les quatre équipes qualifiées pour la phase de groupes. Deux équipes éliminées à ce stade de la compétition sont repêchées en Copa Sudamericana 2020.
| Match | Équipe 1               | Résultat       | Équipe 2         | Aller | Retour |
| ----- | ---------------------- | -------------- | ---------------- | ----- | ------ |
| G1    | Barcelona              | 5 - 0          | Cerro Porteño    | 1 - 0 | 4 - 0  |
| G2    | Palestino              | 1 - 3          | Guaraní          | 0 - 1 | 1 - 2  |
| G3    | Independiente Medellín | 1 - 1 (4-2tab) | Atlético Tucumán | 1 - 0 | 0 - 1  |
| G4    | Deportes Tolima        | 0 - 1          | Internacional    | 0 - 0 | 0 - 1  |

#### Tableau de repêchage
Les deux meilleures équipes de cet Troisième tour sont qualifiées pour le deuxième tour de la Copa Sudamericana 2020.
| Rang | Équipe           | Pts | J | G | N | P | Bp | Bc | Diff |
| ---- | ---------------- | --- | - | - | - | - | -- | -- | ---- |
| 1    | Atlético Tucumán | 3   | 2 | 1 | 0 | 1 | 1  | 1  | 0    |
| 2    | Deportes Tolima  | 1   | 2 | 0 | 1 | 1 | 0  | 1  | -1   |
| 3    | Palestino        | 0   | 2 | 0 | 0 | 2 | 1  | 3  | -2   |
| 4    | Cerro Porteño    | 0   | 2 | 0 | 0 | 2 | 0  | 5  | -5   |

## Phase de groupes

### Format et tirage au sort
Le tirage au sort de la phase de groupes aura lieu le 23 décembre 2019 au siège de la CONMEBOL à Luque. Les trente-deux équipes participantes sont placées dans quatre chapeaux de huit équipes, sur la base des règles suivantes :
- le chapeau 1 est réservé au tenant du titre puis aux sept meilleures équipes sur la base de leur classement dans le "Ranking Conmebol Libertadores 2019".
- le chapeau 2 est réservé au vainqueur de la Copa Sudamericana 2019 puis les équipes restantes, réparties en fonction de leur classement dans le "Ranking Conmebol Libertadores 2019".
- les chapeaux 3 et 4 contiennent les équipes restantes, réparties en fonction de leur classement dans le "Ranking Conmebol Libertadores 2019".
- le chapeau 4 contient les dernières équipes puis les quatre équipes de la dernière phase qualificative.

Les 32 équipes sont réparties en huit groupes de quatre équipes.
| Chapeau 1     | Chapeau 1 | Chapeau 2               | Chapeau 2 | Chapeau 3            | Chapeau 3 | Chapeau 4               | Chapeau 4 |
| ------------- | --------- | ----------------------- | --------- | -------------------- | --------- | ----------------------- | --------- |
| Flamengo T Ch | 1         | Independiente CSud      | 35        | LDU Quito            | 30        | Estudiantes de Mérida   | 113       |
| River Plate   | 1         | Santos                  | 14        | América de Cali Ch   | 36        | Deportivo Binacional Ch | 140       |
| Boca Juniors  | 2         | São Paulo               | 17        | Athletico Paranaense | 41        | Defensa y Justicia      | 208       |
| Grêmio        | 3         | Libertad                | 19        | Junior               | 48        | Jorge Wilstermann       | -         |
| Nacional Ch   | 4         | Colo-Colo               | 21        | Alianza Lima         | 54        | Barcelona               |           |
| Peñarol       | 5         | Bolívar                 | 24        | Caracas Ch           | 72        | Guaraní                 |           |
| Palmeiras     | 6         | Racing Club Ch          | 27        | Delfín Ch            | 82        | Independiente Medellín  |           |
| Olimpia Ch    | 10        | Universidad Católica Ch | 29        | Tigre                | 93        | Internacional           |           |

T : Tenant du titre

Ch : Champion national

CSud : Vainqueur de la Copa Sudamericana

### Matchs et classements

#### Critères de départage
En cas d’égalité de points de plusieurs équipes à l'issue des matches de groupe, les critères suivants sont appliqués dans l'ordre indiqué pour établir leur classement :
1. plus grand nombre de points obtenus ;
2. meilleure différence de buts ;
3. plus grand nombre de buts marqués ;
4. plus grand nombre de buts marqués à l’extérieur ;
5. meilleur classement Conmebol.

Légende des classements
- Qualifié pour les huitièmes de finale
- Repêché au deuxième tour de la Copa Sudamericana

Légende des résultats
- Victoire à domicile
- Match nul
- Victoire à l'extérieur

#### Groupe A
| Rang | Équipe                  | Pts | J | G | N | P | Bp | Bc | Diff |  | Résultats (▼ dom., ► ext.) |     |     |     |     |
| ---- | ----------------------- | --- | - | - | - | - | -- | -- | ---- |  | -------------------------- | --- | --- | --- | --- |
| 1    | Flamengo                | 15  | 6 | 5 | 0 | 1 | 14 | 8  | +6   |  | Flamengo                   |     | 4-0 | 3-1 | 3-0 |
| 2    | Independiente del Valle | 12  | 6 | 4 | 0 | 2 | 14 | 8  | +6   |  | Independiente del Valle    | 5-0 |     | 3-0 | 2-0 |
| 3    | Junior                  | 6   | 6 | 2 | 0 | 4 | 8  | 12 | -4   |  | Junior                     | 1-2 | 4-1 |     | 0-2 |
| 4    | Barcelona               | 3   | 6 | 1 | 0 | 5 | 4  | 12 | -8   |  | Barcelona                  | 1-2 | 0-3 | 1-2 |     |

#### Groupe B
| Rang | Équipe    | Pts | J | G | N | P | Bp | Bc | Diff |  | Résultats (▼ dom., ► ext.) |     |     |     |     |
| ---- | --------- | --- | - | - | - | - | -- | -- | ---- |  | -------------------------- | --- | --- | --- | --- |
| 1    | Palmeiras | 16  | 6 | 5 | 1 | 0 | 17 | 2  | +15  |  | Palmeiras                  |     | 3-1 | 5-0 | 5-0 |
| 2    | Guaraní   | 13  | 6 | 4 | 1 | 1 | 13 | 7  | +6   |  | Guaraní                    | 0-0 |     | 2-0 | 4-1 |
| 3    | Bolívar   | 4   | 6 | 1 | 1 | 4 | 6  | 13 | -7   |  | Bolívar                    | 1-2 | 2-3 |     | 2-0 |
| 4    | Tigre     | 1   | 6 | 0 | 1 | 5 | 3  | 17 | -14  |  | Tigre                      | 0-2 | 1-3 | 1-1 |     |

#### Groupe C
| Rang | Équipe            | Pts | J | G | N | P | Bp | Bc | Diff |  | Résultats (▼ dom., ► ext.) |     |     |     |     |
| ---- | ----------------- | --- | - | - | - | - | -- | -- | ---- |  | -------------------------- | --- | --- | --- | --- |
| 1    | Jorge Wilstermann | 10  | 6 | 3 | 1 | 2 | 8  | 5  | +3   |  | Jorge Wilstermann          |     | 2-3 | 3-1 | 2-0 |
| 2    | Paranaense        | 10  | 6 | 3 | 1 | 2 | 8  | 6  | +2   |  | Paranaense                 | 0-0 |     | 1-0 | 2-0 |
| 3    | Peñarol           | 9   | 6 | 3 | 0 | 3 | 9  | 8  | +1   |  | Peñarol                    | 1-0 | 3-2 |     | 3-0 |
| 4    | Colo-Colo         | 6   | 6 | 2 | 0 | 4 | 3  | 9  | -6   |  | Colo-Colo                  | 0-1 | 1-0 | 2-1 |     |

#### Groupe D
| Rang | Équipe               | Pts | J | G | N | P | Bp | Bc | Diff |  | Résultats (▼ dom., ► ext.) |     |     |     |     |
| ---- | -------------------- | --- | - | - | - | - | -- | -- | ---- |  | -------------------------- | --- | --- | --- | --- |
| 1    | River Plate          | 13  | 6 | 4 | 1 | 1 | 21 | 6  | +15  |  | River Plate                |     | 3-0 | 2-1 | 8-0 |
| 2    | LDU Quito            | 12  | 6 | 4 | 0 | 2 | 12 | 8  | +4   |  | LDU Quito                  | 3-0 |     | 4-2 | 4-0 |
| 3    | São Paulo            | 7   | 6 | 2 | 1 | 3 | 14 | 11 | +3   |  | São Paulo                  | 2-2 | 3-0 |     | 5-1 |
| 4    | Deportivo Binacional | 3   | 6 | 1 | 0 | 5 | 3  | 25 | -22  |  | Deportivo Binacional       | 0-6 | 0-1 | 2-1 |     |

#### Groupe E
| Rang | Équipe               | Pts | J | G | N | P | Bp | Bc | Diff |  | Résultats (▼ dom., ► ext.) |     |     |     |     |
| ---- | -------------------- | --- | - | - | - | - | -- | -- | ---- |  | -------------------------- | --- | --- | --- | --- |
| 1    | Grêmio               | 11  | 6 | 3 | 2 | 1 | 6  | 3  | +3   |  | Grêmio                     |     | 0-0 | 2-0 | 1-1 |
| 2    | Internacional        | 8   | 6 | 2 | 2 | 2 | 8  | 6  | +2   |  | Internacional              | 0-1 |     | 3-0 | 4-3 |
| 3    | Universidad Católica | 7   | 6 | 2 | 1 | 3 | 5  | 8  | -3   |  | Universidad Católica       | 2-0 | 2-1 |     | 1-2 |
| 4    | América de Cali      | 6   | 6 | 1 | 3 | 2 | 6  | 8  | -2   |  | América de Cali            | 0-2 | 0-0 | 1-1 |     |

#### Groupe F
| Rang | Équipe                | Pts | J | G | N | P | Bp | Bc | Diff |  | Résultats (▼ dom., ► ext.) |     |     |     |     |
| ---- | --------------------- | --- | - | - | - | - | -- | -- | ---- |  | -------------------------- | --- | --- | --- | --- |
| 1    | Nacional              | 15  | 6 | 5 | 0 | 1 | 9  | 3  | +6   |  | Nacional                   |     | 1-2 | 1-0 | 2-0 |
| 2    | Racing Club           | 15  | 6 | 5 | 0 | 1 | 9  | 4  | +5   |  | Racing Club                | 0-1 |     | 2-1 | 1-0 |
| 3    | Estudiantes de Mérida | 4   | 6 | 1 | 1 | 4 | 8  | 12 | -4   |  | Estudiantes de Mérida      | 1-3 | 1-2 |     | 3-2 |
| 4    | Alianza Lima          | 1   | 6 | 0 | 1 | 5 | 4  | 11 | -7   |  | Alianza Lima               | 0-1 | 0-2 | 2-2 |     |

#### Groupe G
| Rang | Équipe             | Pts | J | G | N | P | Bp | Bc | Diff |  | Résultats (▼ dom., ► ext.) |     |     |     |     |
| ---- | ------------------ | --- | - | - | - | - | -- | -- | ---- |  | -------------------------- | --- | --- | --- | --- |
| 1    | Santos             | 16  | 6 | 5 | 1 | 0 | 10 | 5  | +5   |  | Santos                     |     | 1-0 | 2-1 | 0-0 |
| 2    | Delfín             | 7   | 6 | 2 | 1 | 3 | 6  | 7  | -1   |  | Delfín                     | 1-2 |     | 3-0 | 1-1 |
| 3    | Defensa y Justicia | 6   | 6 | 2 | 0 | 4 | 8  | 10 | -2   |  | Defensa y Justicia         | 1-2 | 3-0 |     | 2-1 |
| 4    | Olimpia            | 5   | 6 | 1 | 2 | 3 | 6  | 8  | -2   |  | Olimpia                    | 2-3 | 0-1 | 2-1 |     |

#### Groupe H
| Rang | Équipe                 | Pts | J | G | N | P | Bp | Bc | Diff |  | Résultats (▼ dom., ► ext.) |     |     |     |     |
| ---- | ---------------------- | --- | - | - | - | - | -- | -- | ---- |  | -------------------------- | --- | --- | --- | --- |
| 1    | Boca Juniors           | 14  | 6 | 4 | 2 | 0 | 10 | 1  | +9   |  | Boca Juniors               |     | 0-0 | 3-0 | 3-0 |
| 2    | Libertad               | 7   | 6 | 2 | 1 | 3 | 8  | 11 | -3   |  | Libertad                   | 0-2 |     | 3-2 | 2-4 |
| 3    | Caracas                | 7   | 6 | 2 | 1 | 3 | 8  | 12 | -4   |  | Caracas                    | 1-1 | 2-1 |     | 0-2 |
| 4    | Independiente Medellin | 6   | 6 | 2 | 0 | 4 | 9  | 11 | -2   |  | Independiente Medellin     | 0-1 | 1-2 | 2-3 |     |

## Phase à élimination directe

### Qualification et tirage au sort
Pour le tirage des huitièmes de finale, les 8 premiers de groupe du tour précédent sont têtes de série et reçoivent pour le match retour, ils ne peuvent donc pas se rencontrer.
Le tirage au sort des huitièmes de finale a lieu le 23 octobre 2020 à 12 h PYST au siège de la CONMEBOL à Luque, Paraguay.
| Les 16 qualifiés - récapitulatif avant tirage au sort | Les 16 qualifiés - récapitulatif avant tirage au sort | Les 16 qualifiés - récapitulatif avant tirage au sort | Les 16 qualifiés - récapitulatif avant tirage au sort |
| Groupe                                                | 1er (tête de série)                                   | 2e                                                    |                                                       |
| ----------------------------------------------------- | ----------------------------------------------------- | ----------------------------------------------------- | ----------------------------------------------------- |
| A                                                     | Flamengo                                              | Independiente del Valle                               |                                                       |
| B                                                     | Palmeiras                                             | Guaraní                                               |                                                       |
| C                                                     | Jorge Wilstermann                                     | Paranaense                                            |                                                       |
| D                                                     | River Plate                                           | LDU Quito                                             |                                                       |
| E                                                     | Grêmio                                                | Internacional                                         |                                                       |
| F                                                     | Nacional                                              | Racing Club                                           |                                                       |
| G                                                     | Santos                                                | Delfín                                                |                                                       |
| H                                                     | Boca Juniors                                          | Libertad                                              |                                                       |

### Huitièmes de finale
Initialement prévus en juillet 2020, les matchs aller et retour se joueront du 24 au 26 novembre pour les matchs aller, et du 1er au 3 décembre 2020 pour les matchs retour.
Les huitièmes de final aller et retour entre Boca Juniors et l'Internacional sont tous deux reportés d'une semaine à la suite de l'annonce de la mort de Diego Maradona.
| Équipe                  | Aller | Total           | Retour | Équipe            |
| ----------------------- | ----- | --------------- | ------ | ----------------- |
| Guaraní                 | 0 - 2 | 0 - 4           | 0 - 2  | Grêmio            |
| LDU Quito               | 1 - 2 | 2 - 2           | 1 - 0  | Santos            |
| Internacional           | 0 - 1 | 1 - 1 4 - 5 tab | 1 - 0  | Boca Juniors      |
| Racing Club             | 1 - 1 | 2 - 2 5 - 3 tab | 1 - 1  | Flamengo          |
| Independiente del Valle | 0 - 0 | 0 - 0 2 - 4 tab | 0 - 0  | Nacional          |
| Paranaense              | 1 - 1 | 1 - 2           | 0 - 1  | River Plate       |
| Delfín                  | 1 - 3 | 1 - 8           | 0 - 5  | Palmeiras         |
| Libertad                | 3 - 1 | 5 - 1           | 2 - 0  | Jorge Wilstermann |

### Quarts de finale
Les matchs aller devaient initialement se jouer en juillet et les matchs retour en août 2020. Ils se joueront finalement du 8 au 10 décembre pour les matchs aller et du 15 au 17 décembre 2020 pour les matchs retour.
| Équipe      | Aller | Total | Retour | Équipe       |
| ----------- | ----- | ----- | ------ | ------------ |
| Grêmio      | 1 - 1 | 2 - 5 | 1 - 4  | Santos       |
| River Plate | 2 - 0 | 8 - 2 | 6 - 2  | Nacional     |
| Libertad    | 1 - 1 | 1 - 4 | 0 - 3  | Palmeiras    |
| Racing Club | 1 - 0 | 1 - 2 | 0 - 2  | Boca Juniors |

### Demi-finales
Les matchs aller devaient initialement  se jouer en septembre et les matchs retour en octobre 2020. Ils se joueront finalement du 5 au 7 janvier pour les matchs aller et du 12 au 14 janvier 2021 pour les matchs retour.
| Équipe       | Aller | Total | Retour | Équipe    |
| ------------ | ----- | ----- | ------ | --------- |
| Boca Juniors | 0 - 0 | 0 - 3 | 0 - 3  | Santos    |
| River Plate  | 0 - 3 | 2 - 3 | 2 - 0  | Palmeiras |

### Finale
| Match 155                 | Santos  | 0 - 1   | Palmeiras   | Stade Maracanã, Rio de Janeiro    |                                   |
| 30 janvier 2021 17h00 BRT |         | (0 - 0) | 90+9e Breno | Arbitrage : Patricio Loustau (en) | Arbitrage : Patricio Loustau (en) |
| 30 janvier 2021 17h00 BRT | Rapport |         |             | Arbitrage : Patricio Loustau (en) | Arbitrage : Patricio Loustau (en) |

### Tableau final
|  | Huitièmes de finale     | Huitièmes de finale | Huitièmes de finale |              |   | Quarts de finale | Quarts de finale | Quarts de finale |  |  | Demi-finales | Demi-finales | Demi-finales |  |  | Finale                                           | Finale |
|  |                         |                     |                     |              |   |                  |                  |                  |  |  |              |              |              |  |  |                                                  |        |
|  |                         |                     |                     |              |   |                  |                  |                  |  |  |              |              |              |  |  | 30 janvier 2021 - Stade Maracanã, Rio de Janeiro |        |
|  |                         |                     |                     |              |   |                  |                  |                  |  |  |              |              |              |  |  |                                                  |        |
|  | Racing Club             | 1                   | 1 (5)               |              |   |                  |                  |                  |  |  |              |              |              |  |  |                                                  |        |
|  | Racing Club             | 1                   | 1 (5)               |              |   |                  |                  |                  |  |  |              |              |              |  |  |                                                  |        |
|  | Flamengo                | 1                   | 1 (3)               |              |   |                  |                  |                  |  |  |              |              |              |  |  |                                                  |        |
|  | Flamengo                | 1                   | 1 (3)               | Racing Club  | 1 | 0                |                  |                  |  |  |              |              |              |  |  |                                                  |        |
|  |                         |                     |                     | Racing Club  | 1 | 0                |                  |                  |  |  |              |              |              |  |  |                                                  |        |
|  |                         | Boca Juniors        | 0                   | 2            |   |                  |                  |                  |  |  |              |              |              |  |  |                                                  |        |
|  | Internacional           | Boca Juniors        | 0                   | 2            | 0 | 1 (4)            |                  |                  |  |  |              |              |              |  |  |                                                  |        |
|  | Internacional           |                     |                     |              | 0 | 1 (4)            |                  |                  |  |  |              |              |              |  |  |                                                  |        |
|  | Boca Juniors            | 1                   | 0 (5)               |              |   |                  |                  |                  |  |  |              |              |              |  |  |                                                  |        |
|  | Boca Juniors            | 1                   | 0 (5)               | Boca Juniors | 0 | 0                |                  |                  |  |  |              |              |              |  |  |                                                  |        |
|  |                         |                     |                     | Boca Juniors | 0 | 0                |                  |                  |  |  |              |              |              |  |  |                                                  |        |
|  |                         | Santos              | 0                   | 3            |   |                  |                  |                  |  |  |              |              |              |  |  |                                                  |        |
|  | Guaraní                 | Santos              | 0                   | 3            | 0 | 0                |                  |                  |  |  |              |              |              |  |  |                                                  |        |
|  | Guaraní                 |                     |                     |              | 0 | 0                |                  |                  |  |  |              |              |              |  |  |                                                  |        |
|  | Grêmio                  | 2                   | 2                   |              |   |                  |                  |                  |  |  |              |              |              |  |  |                                                  |        |
|  | Grêmio                  | 2                   | 2                   | Grêmio       | 1 | 1                |                  |                  |  |  |              |              |              |  |  |                                                  |        |
|  |                         |                     |                     | Grêmio       | 1 | 1                |                  |                  |  |  |              |              |              |  |  |                                                  |        |
|  |                         | Santos              | 1                   | 4            |   |                  |                  |                  |  |  |              |              |              |  |  |                                                  |        |
|  | LDU Quito               | Santos              | 1                   | 4            | 1 | 1                |                  |                  |  |  |              |              |              |  |  |                                                  |        |
|  | LDU Quito               |                     |                     |              | 1 | 1                |                  |                  |  |  |              |              |              |  |  |                                                  |        |
|  | Santos                  | 2                   | 0                   |              |   |                  |                  |                  |  |  |              |              |              |  |  |                                                  |        |
|  | Santos                  | 2                   | 0                   | Santos       | 0 |                  |                  |                  |  |  |              |              |              |  |  |                                                  |        |
|  |                         |                     |                     | Santos       | 0 |                  |                  |                  |  |  |              |              |              |  |  |                                                  |        |
|  |                         | Palmeiras           | 1                   |              |   |                  |                  |                  |  |  |              |              |              |  |  |                                                  |        |
|  | Paranaense              | Palmeiras           | 1                   | 1            | 0 |                  |                  |                  |  |  |              |              |              |  |  |                                                  |        |
|  | Paranaense              |                     |                     | 1            | 0 |                  |                  |                  |  |  |              |              |              |  |  |                                                  |        |
|  | River Plate             | 1                   | 1                   |              |   |                  |                  |                  |  |  |              |              |              |  |  |                                                  |        |
|  | River Plate             | 1                   | 1                   | River Plate  | 2 | 6                |                  |                  |  |  |              |              |              |  |  |                                                  |        |
|  |                         |                     |                     | River Plate  | 2 | 6                |                  |                  |  |  |              |              |              |  |  |                                                  |        |
|  |                         | Nacional            | 0                   | 2            |   |                  |                  |                  |  |  |              |              |              |  |  |                                                  |        |
|  | Independiente del Valle | Nacional            | 0                   | 2            | 0 | 0 (2)            |                  |                  |  |  |              |              |              |  |  |                                                  |        |
|  | Independiente del Valle |                     |                     |              | 0 | 0 (2)            |                  |                  |  |  |              |              |              |  |  |                                                  |        |
|  | Nacional                | 0                   | 0 (4)               |              |   |                  |                  |                  |  |  |              |              |              |  |  |                                                  |        |
|  | Nacional                | 0                   | 0 (4)               | River Plate  | 0 | 2                |                  |                  |  |  |              |              |              |  |  |                                                  |        |
|  |                         |                     |                     | River Plate  | 0 | 2                |                  |                  |  |  |              |              |              |  |  |                                                  |        |
|  |                         | Palmeiras           | 3                   | 0            |   |                  |                  |                  |  |  |              |              |              |  |  |                                                  |        |
|  | Libertad                | Palmeiras           | 3                   | 0            | 3 | 2                |                  |                  |  |  |              |              |              |  |  |                                                  |        |
|  | Libertad                |                     |                     |              | 3 | 2                |                  |                  |  |  |              |              |              |  |  |                                                  |        |
|  | Jorge Wilstermann       | 1                   | 0                   |              |   |                  |                  |                  |  |  |              |              |              |  |  |                                                  |        |
|  | Jorge Wilstermann       | 1                   | 0                   | Libertad     | 1 | 0                |                  |                  |  |  |              |              |              |  |  |                                                  |        |
|  |                         |                     |                     | Libertad     | 1 | 0                |                  |                  |  |  |              |              |              |  |  |                                                  |        |
|  |                         | Palmeiras           | 1                   | 3            |   |                  |                  |                  |  |  |              |              |              |  |  |                                                  |        |
|  | Delfín                  | Palmeiras           | 1                   | 3            | 1 | 0                |                  |                  |  |  |              |              |              |  |  |                                                  |        |
|  | Delfín                  |                     |                     |              | 1 | 0                |                  |                  |  |  |              |              |              |  |  |                                                  |        |
|  | Palmeiras               | 3                   | 5                   |              |   |                  |                  |                  |  |  |              |              |              |  |  |                                                  |        |
|  | Palmeiras               | 3                   | 5                   |              |   |                  |                  |                  |  |  |              |              |              |  |  |                                                  |        |

## Classements annexes
- Statistiques officielles de la CONMEBOL.
- Rencontres de la phase qualificative exclues.

## Nombre d'équipes par association et par tour
| Association |       | Phase 3                          | +  | Phase de groupes                                                            | Huitièmes de finale                                              | Quarts de finale                         | Demi-finales                | Finale              |
| ----------- | ----- | -------------------------------- | -- | --------------------------------------------------------------------------- | ---------------------------------------------------------------- | ---------------------------------------- | --------------------------- | ------------------- |
| Brésil      |       | 1 Internacional                  | +6 | 7 Flamengo, Grêmio, Internacional, Palmeiras, Santos, São Paulo, Paranaense | 6 Flamengo, Grêmio, Internacional, Palmeiras, Santos, Paranaense | 3 Grêmio, Palmeiras, Santos              | 2 Palmeiras, Santos         | 2 Palmeiras, Santos |
| Argentine   |       | 1 Atlético Tucumán               | +5 | 5 River Plate, Boca Juniors, Racing Club, Tigre, Defensa y Justicia         | 3 River Plate, Boca Juniors, Racing Club                         | 3 River Plate, Boca Juniors, Racing Club | 2 River Plate, Boca Juniors |                     |
| Chili       |       | 1 Palestino                      | +2 | 2 Colo-Colo, Universidad Católica                                           |                                                                  |                                          |                             |                     |
| Colombie    |       | 2 Independiente Medellín, Tolima | +2 | 3 América de Cali, Junior, Independiente Medellín                           |                                                                  |                                          |                             |                     |
| Bolivie     |       |                                  | +2 | 2 Bolívar, Jorge Wilstermann                                                | 1 Jorge Wilstermann                                              |                                          |                             |                     |
| Équateur    |       | 1 Barcelona                      | +3 | 4 Independiente del Valle, LDU Quito, Delfín, Barcelona                     | 3 Independiente del Valle, LDU Quito, Delfín                     |                                          |                             |                     |
| Paraguay    |       | 2 Guaraní, Cerro Porteño         | +2 | 3 Olimpia, Libertad, Guaraní                                                | 2 Libertad, Guaraní                                              | 1 Libertad                               |                             |                     |
| Pérou       |       |                                  | +2 | 2 Alianza Lima, Deportivo Binacional                                        |                                                                  |                                          |                             |                     |
| Uruguay     |       |                                  | +2 | 2 Nacional, Peñarol                                                         | 1 Nacional                                                       | 1 Nacional                               |                             |                     |
| Venezuela   |       |                                  | +2 | 2 Caracas, Estudiantes de Mérida                                            |                                                                  |                                          |                             |                     |
| Total       | Total | 8                                |    | 32                                                                          | 16                                                               | 8                                        | 4                           | 2                   |